# Thornbury-skatten
Thornbury-skatten (engelsk Thornbury Hoard) er et depotfund bestående af 11.460 romerske mønter fremstillet i en kobberlegering - hovedsageligt radiater og nummi, dateret til mellem 260-348, der blev fundet i Ken Allens baghave i Thornbury i South Gloucestershire, England, da han gravede ud til en lille dam i marts 2004. Den er blevet beskrevet som den "tredjestørste af denns algs" i Storbritannien.
Fundet blev vurderet til £40.000, og den blev købt af Bristol City Museum and Art Gallery i Bristol, hvor det siden er blevet udstillet.